# Геотопоним
Геотопоним, гео́ним (от др.-греч. γῆ — Земля + ὄνυμα — (в эолийском и дорийском (дорическом) диалектах) имя, название) — вид планетонима, собственное имя крупного природно-географического объекта планеты Земля (в отличие, например, от селенонима), а также геологических формаций.
Примеры: озеро Байкал, Чёрное море, Атлантический океан, Волга, Кавказ, Среднерусская возвышенность, пустыня Гоби; Бакчарское железорудное месторождение, Доманиковый горизонт.
Геотопонимика — раздел топонимики. Предметом изучения этой дисциплины являются территориальные топонимические системы, которые подразделяются на топонимические ареалы и топонимические ландшафты.